# خانه خلیفه (کتاب)
خانه خلیفه کتابی است از نویسندهٔ افغان تحریرشاه که در سال ۲۰۰۶ منتشر شده‌است.

## جوایز
کتاب خانه خلیفه به انتخاب مجله تایم یکی از ده نامزد بهترین کتاب سال شده‌است. همچنین رادیو بی‌بی‌سی آن را کتاب هفته معرفی کرده‌است. این کتاب قرار است توسط دو کارگردان در هالیوود مورد اقتباس قرار گیرد.